# Bastian Kröß
Bastian Kröß (auch Kroes, Kreiß; * 1524; † 21. November 1602 in Dresden) war kurfürstlicher Kammerdiener, Dresdner Ratsherr und Bürgermeister.

## Leben
Kröß stammte „von Atzmannßdorf“, d. h. aus dem thüringischen Azmannsdorf und war Kammerdiener des sächsischen Kurfürsten. 1564 erhielt er das Dresdner Bürgerrecht. Er besaß ein Haus auf der Kreuzstraße (Nr. 10) in der Nähe des Altmarktes, das er mit dem Nachbargebäude vereinigen und zu einem vornehmen Wohnsitz umgestalten ließ. 1773 wurde an dessen Stelle das Palais Loß errichtet, das 1905 dem Bau des Neuen Rathauses weichen musste.
Seine Tochter Maria war die Ehefrau von Paul Buchner, der als Oberzeugmeister von Kurfürst August verantwortlich für das gesamte sächsische Geschützwesen war und ab 1567 den Bau der Dresdner Befestigungsanlagen verantwortete. Kröß’ Sohn Anton (* 15. Oktober 1582) ist 1601 als Student der Wittenberger Universität nachweisbar, wo er 1614 zum Dr. med. promoviert und kurz vor seinem Tod 1637 zum Professor der Medizin ernannt wurde.
Seine Tochter Katharina heiratete den Schiffs-Handelsmann Balthasar Hauptmann. Ihr Sohn August Hauptmann (1607–1674) war ein Dresdner Arzt und Mitbesitzer des Warmbades Wolkenstein.
1589 setzte Kurfürst Christian I. Hans Plansdorf willkürlich als Dresdner Bürgermeister ein. Zeitgleich wurden mit Bastian Kröß und Elias Vogel zwei weitere Personen aus seinem engeren Umfeld in den Rat aufgenommen. 1591 wurde Kröß erstmals regierender Bürgermeister und übernahm dieses Amt erneut in den Jahren 1594, 1597 und 1600. Zwischen 1591 und 1596 war er zugleich Hospitalmeister des Maternihospitals. Im ersten Jahr seiner Amtszeit als Bürgermeister erfolgte im August 1591 die Grundsteinlegung für den Bau eines neuen Rathauses am Neumarkt. Der Neubau war zuvor vom Kurfürsten gefordert worden. Da sich die Stadt jedoch trotz finanzieller Zuwendungen des Landesherren nicht in der Lage sah, den Bau zu finanzieren, bat Bastian Kröß gemeinsam mit den beiden anderen Bürgermeistern Hans Plansdorf und Elias Vogel um Einstellung der Arbeiten, die am 22. Januar 1592 auch erfolgte. 1601 ist Kröß letztmals als Ratsmitglied erwähnt.
Kröß starb 78-jährig am 21. November 1602. Er wurde in einem Schwibbogenwandgrab des alten Frauenkirchhofs beerdigt und erhielt, wie seine nach ihm verstorbene Ehefrau Sabina, einen Grabstein vor der Wand.